# Gueróiske
Gueróiske (en ucraïnès: Геройське) és un poble de la República Autònoma de Crimea, a Ucraïna, que el 2014 tenia 1.740 habitants. Pertany al districte rural de Saki.